# Stary Dziebałtów
Stary Dziebałtów – wieś sołecka w Polsce położona w województwie świętokrzyskim, w powiecie koneckim, w gminie Końskie.
W latach 1975–1998 miejscowość administracyjnie należała do województwa kieleckiego.
Wierni kościoła rzymskokatolickiego należą do parafii św. Rafała Kalinowskiego w Dziebałtowie.

## Części wsi
| SIMC    | Nazwa    | Rodzaj    |
| ------- | -------- | --------- |
| 0244268 | Brzezina | część wsi |
| 0244274 | Zapłocie | część wsi |

## Historia
Dziebałtów wieś z metryką sięgającą XV wieku. U Długosza nazywany „Dzibalthof”, osadzony w powiecie  koneckim. Według opisu  Długosza (1470-1480) wieś należała do parafii Brzeziny (pow. kielecki), była własnością Andrzeja herbu Jelita. Dziesięcinę ze wsi pobierał  pleban w Brzezinach. Była też i Wola Dziebałtowska (Długosz L.B. t.II, s.457). Według registru poborowego z roku 1577, Dziebałtów i Brody z Sokołowem, stanowiły jedną całość rozdzieloną na kilka działów, na których siedzieli Dziebałtowscy. Płacą od 27 łanów kmiecych i 15 zagrodników.